# Saransk
Saransk är huvudstad och största staden i Mordvinien, Ryssland. Den är belägen i det europeiska Rysslands centrala delar, 630 km öster om Moskva, och har cirka 300 000 invånare.

## Historia
Den ryska fästningen Atemar, uppförd 1641, tog sitt namn från en närliggande mordovinby. Vid den tiden stod fästningen vid Tsarrysslands sydöstra gräns. Det nuvarande namnet Saransk är taget från floden Saranka som ligger vid staden. Strax efter grundandet blev orten ett viktigt handelscentrum för närliggande bybor ur erzyafolket. Efter 1708 fördes Saransk till provinsen Azov och senare till guvernementet Kazan. År 1780 erhölls stadsstatus och Saransk överfördes till guvernementet Penza. Saransk blev 1928 förvaltningscentret för det nybildade mordvinska nationella okrug som 1930 blev den autonoma oblasten Mordvinien].
Under 1960- och 1970-talen byggdes stadens gamla centrum om i typisk sovjetisk stil med breda gator och storskaliga bostadsområden.

## Administrativ indelning
Saransk är huvudstaden i republiken Mordvinien. I den administrativa indelningen av Mordvinien är Saransk en stad av betydelse för republiken, som har samma status som ett distrikt, och utgör Saransk stadsokrug.

### Staden
Staden Saransk är indelad i tre stadsdistrikt:
| Stadsdistrikt | Invånarantal 9 oktober 2002 | Invånarantal 14 oktober 2010 | Invånarantal 1 januari 2015 |
| ------------- | --------------------------- | ---------------------------- | --------------------------- |
| Leninskij     | 106 222                     | 102 219                      | 105 853                     |
| Oktiabrskij   | 103 265                     | 100 189                      | 101 576                     |
| Proletarskij  | 95 379                      | 95 007                       | 94 856                      |
| TOTALT        | 304 866                     | 297 415                      | 302 285                     |

### Omgivning
Utöver detta administrerar staden några orter utanför stadsgränsen, samt viss del landsbygd:
| Stad/Ort    | Invånarantal 9 oktober 2002 | Invånarantal 1 januari 2010 | Invånarantal 1 januari 2015 |
| ----------- | --------------------------- | --------------------------- | --------------------------- |
| Saransk     | 304 866                     | 297 415                     | 302 285                     |
| Jalga       | 5 088                       | 5 672                       | 7 532                       |
| Luchovka    | 9 099                       | 8 639                       | 8 275                       |
| Nikolajevka | 5 199                       | 5 058                       | 5 033                       |
| Zykovo      | 1 084                       | Ingen uppgift               | Ingen uppgift               |
| Landsbygd   | 6 901                       | 8 189                       | 8 529                       |
| TOTALT      | 332 237                     | 324 973                     | 331 654                     |

Zykovo räknas troligen som landsbygd efter 2002. 

## Klimat
Saransk har en relativt kall version av fuktigt kontinentalklimat med varma men inte alltför heta somrar och kalla vintrar, med en genomsnittstemperatur under 0 °C fem månader av året. Övergången mellan sommar- och vintertemperaturer är kortvarig och endast april och oktober ligger mellan 0 °C och 10 °C i medeltemperatur.

## Vänorter
Saransk har följande vänorter:
- Botevgrad, Bulgarien
- Gorzów Wielkopolski, Polen
- Sieradz, Polen